# Sergej Sjtanjoek
Sergej Sjtanjoek (Wit-Russisch: Сяргей Штанюк, Russisch: Сергей Петрович Штанюк, Sergij Petrovitsj Sjtanioek) (Minsk, 13 augustus 1973) is een Wit-Russische voetballer.
Sjtanjoek begon zijn loopbaan als verdediger bij in 1992 bij Dinamo Minsk. In 1995 speelde hij, samen met Oleg Poutilo en Pavel Michalevitsj, een jaar voor de Nijmeegse amateurclub Quick 1888. In 1996 vertrok hij, ondanks interesse van onder meer AFC Ajax, naar Dinamo Moskou. Hierna speelde hij voor Royal Antwerp FC, Stoke City FC, Sjinnik Jaroslavl, Metaloerh Zaporizja, FK Loetsj-Energia Vladivostok en FK Rostov. In 2009 besloot hij zijn loopbaan bij Alania Vladikavkaz.
Sinds 1995 speelde hij 71 keer voor Wit-Rusland.